# Соза (приток Ошлы)
Соза́ — река в России, протекает в Республике Марий Эл и Кировской области. Устье реки находится в 36 км от устья реки Ошлы по левому берегу. Длина реки составляет 17 км, площадь водосборного бассейна — 83,2 км².
Исток реки находится в Яранском районе Кировской области у деревни Соза в 16 км к северо-востоку от посёлка Оршанка. Генеральное направление течения — юго-запад. Вскоре после истока перетекает в Оршанский район Марий Эл, где протекает деревни Нижняя Соза, Норка и Чёрный Ключ. В последней на реке плотина и запруда. Притоки — Кучка и Каменный Ключ (левые). Впадает в Ошлу у деревни Малая Каракша двумя километрами восточнее райцентра, посёлка Оршанка.

## Данные водного реестра
По данным государственного водного реестра России относится к Верхневолжскому бассейновому округу, водохозяйственный участок реки — Волга от Чебоксарского гидроузла до города Казань, без рек Свияга и Большой Цивиль, речной подбассейн реки — Волга от впадения Оки до Куйбышевского водохранилища (без бассейна Суры). Речной бассейн реки — (Верхняя) Волга до Куйбышевского водохранилища (без бассейна Оки).
Код объекта в государственном водном реестре — 08010400712112100001128.